# Azoia de Cima
Azoia de Cima ist ein Ort und eine ehemalige Gemeinde (Freguesia) im portugiesischen Kreis Santarém. Die Gemeinde hatte 454 Einwohner (Stand 30. Juni 2011).
Am 29. September 2013 wurden die Gemeinden Azoia de Cima und Tremês zur neuen Gemeinde União das Freguesias de Azoia de Cima e Tremês zusammengeschlossen.